# Drinking bird
Il drinking bird (letteralmente "uccello che beve") è un gioco che sfrutta alcune leggi fondamentali della fisica (in particolare della termodinamica) per simulare il movimento di un uccello che beve. Fu inventato da Miles V. Sullivan e sviluppato insieme a George H. Shackley nel 1945 e brevettato nel 1946. Sebbene il suo funzionamento possa far pensare al moto perpetuo, il congegno in realtà è una macchina termica che lavora tra due temperature.

## Funzionamento
Il giocattolo funziona soltanto se alcuni parametri non oltrepassano determinati limiti: in generale, è stato costruito per funzionare a temperature intorno ai 25 °C. Il liquido contenuto nell'ampolla ha un basso punto di ebollizione (come il cloruro di metilene) e a temperatura ambiente evapora abbastanza velocemente: sfruttando la piccola differenza di temperatura tra la testa (raffreddata dall'evaporazione dell'acqua) e l'addome, il liquido sale e scende conferendo all'uccello un movimento oscillatorio.
Può sembrare una macchina a moto perpetuo ma non lo è: il dispositivo, infatti, sfrutta l'energia fornita dalla differenza di temperatura tra il becco e l'ampolla, funzionando come macchina termica.

## Nei media
- Un drinking bird è presente nell'episodio Fratello, avresti da darmi due soldi? della serie animata de I Simpson, in cui Homer vince 2000 dollari, e anche nell'episodio Maxi Homer, nel quale lavora al posto di Homer premendo costantemente la lettera Y sulla tastiera del computer.
- Nel film di animazione Megamind del 2010, il protagonista depresso confida i propri problemi ad un drinking bird che naturalmente prosegue il suo ciclo ignorandolo.
- Appare anche nei film Alien, Darkman e Harry, ti presento Sally....